# مطبخ سويدي

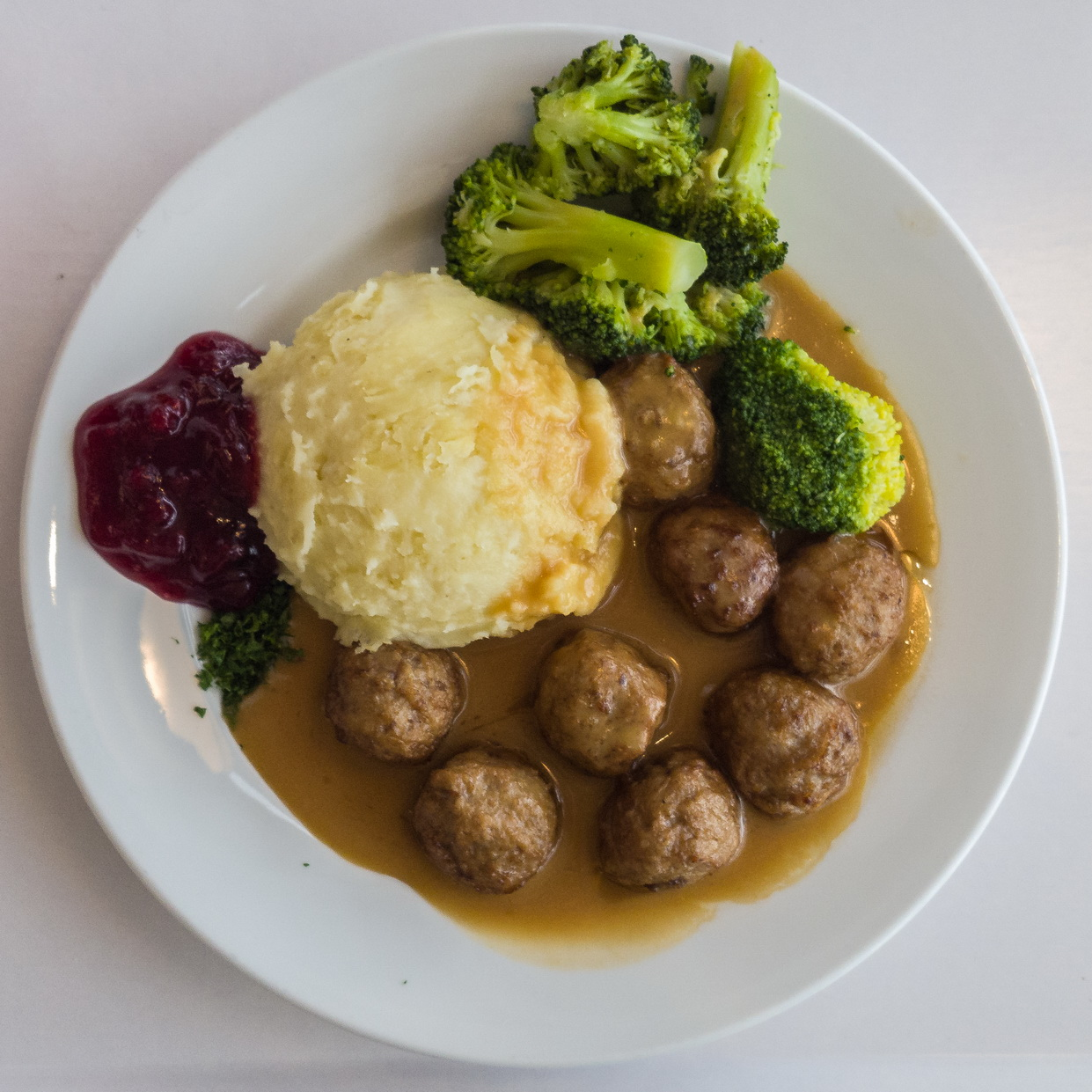
كرات اللحم السويدية مع صلصة الكريمة، والبطاطا المهروسة، والبروكلي، ومربى عنب الثور

المطبخ السويدي (بالسويدية: Svenska Köket) هو الطعام التقليدي في السويد. هناك اختلافات إقليمية بين مطبخ شمال وجنوب السويد [الإنجليزية]، نتيجة امتداد السويد الشمالي-الجنوبي الشاسع.
طُهيت اللحوم مثل الرنة وأطباق الطرائد الأخرى في أقصى الشمال تاريخياً، والتي تمتد جذورها إلى ثقافة سامي، في حين احتلت الخضروات الطازجة دوراً أكبر في الجنوب. تُستخدم العديد من الأطباق التقليدية النكهات البسيطة المتناقضة، مثل الطبق التقليدي من كرات اللحم وصلصة الكريمة البنية مع الفطائر ومربى عنب الثور اللاذعة.

## خصائص عامة
يمكن وصف المطبخ السويدي بأنه يتركز حول منتجات الألبان المستزرعة والخبز المقرمش والطري والتوت والفواكه النووية واللحم البقري والدجاج ولحم الضأن ولحم الخنزير والبيض والمأكولات البحرية. غالباً ما تُقدم البطاطا كطبق جانبي، مسلوقة في العادة. يحتوي المطبخ السويدي على مجموعة واسعة من الخبز مختلف الأشكال والأحجام، المصنوعة من الشيلم والقمح والشوفان وخبز العجينة المتخمرة الأبيض والغامق وكافة الحبوب، بما في ذلك الخبز المسطح والمقرمش. وهناك العديد من أنواع الخبز المحلاة وبعضها يستخدم التوابل. تُقدم العديد من أطباق اللحوم، وخاصة كرات اللحم، مع مربى عنب الثور. يقدم حساء الفاكهة عالي اللزوجة، مثل حساء الدليك (نيبونسوبا [الإنجليزية]) وحساء عنب الأحراج (بلوباشوبا [الإنجليزية]) ساخناً أو بارداً، كطبق سويدي تقليدي. والزبدة والسمن النباتي هي مصادر الدهون الأولية، على الرغم من أن زيت الزيتون أصبح أكثر شعبية. يتميز تقليد المعجنات في السويد بمجموعة متنوعة من الفطائر وكعك الخميرة والبسكويت والكعك والكيك؛ وأغلبها محلاة للغاية وغالباً ما تؤكل مع القهوة (فيكا).